# Chaix
Chaix korábbi község Franciaország Loire mente régiójában, Vendée megyében. 2017. január 1-jén Auzay korábbi községgel egyesült és az így létrejött Auchay-sur-Vendée új község része lett.
Lakosainak száma 471 fő (2018. január 1.). Chaix Auzay, Fontaines, Fontenay-le-Comte, Montreuil, Le Poiré-sur-Velluire és Velluire községekkel határos.

## Népesség
A település népességének változása:
| Lakosok száma | 450  | 464  | 473  | 471  |
|               | 2013 | 2015 | 2017 | 2018 |